# Тайхвольфрамсдорф
Тайхвольфрамсдорф (нем. Teichwolframsdorf) — община в Германии, в земле Тюрингия. 
Входит в состав района Грайц.  Население составляет 2481 человек (на 31 декабря 2010 года). Занимает площадь 26,15 км².
Община подразделяется на 5 сельских округов.